# Cratere Harding
Harding è un cratere lunare di 22,57 km situato nella parte nord-occidentale della faccia visibile della Luna.
Il cratere è dedicato all'astronomo tedesco Karl Ludwig Harding.

## Crateri correlati
Alcuni crateri minori situati in prossimità di Harding sono convenzionalmente identificati, sulle mappe lunari, attraverso una lettera associata al nome.
| Harding | Coordinate            | Diametro (in km) |
| ------- | --------------------- | ---------------- |
| A       | 40°23′24″N 75°28′12″W | 14,53            |
| B       | 41°48′36″N 76°24′36″W | 16,73            |
| C       | 42°23′24″N 74°45′00″W | 8,49             |
| D       | 42°51′00″N 67°38′24″W | 6,29             |
| H       | 40°45′00″N 64°25′12″W | 5,53             |